# انته ربیچ
آنته ربیچ (کرواتی: Ante Rebic؛ زاده ۲۱ سپتامبر ۱۹۹۳) بازیکن فوتبال اهل کرواسی است که برای باشگاه بشیکتاش بازی می‌کند.